# Накловски окръг
Накловски окръг (на полски: Powiat nakielski) е окръг в северната част на Централна Полша, Куявско-Поморско войводство. Заема площ от 1120,08 км2. Административен център е град Накло над Нотечьон.

## География
Окръгът обхваща територии от историческите области Крайна (Западна Померания), Палуки (Великополша) и Куявия. Разположен е в западната част на войводството.

## Население
Населението на окръга възлиза на 86 966 души (2012 г.). Гъстотата е 78 души/км2.

## Административно деление
Административно окръгът е разделен на 5 общини.
Градско-селски общини:
- Община Кциня
- Община Мроча
- Община Накло над Нотечьон
- Община Шубин

Селска община:
- Община Садки

## Фотогалерия
- Кциня
- Мроча
- Накло над Нотечьон
- Шубин